# Benjamin Weygand
Benjamin Weygand (* 1. März 2002 in München) ist ein deutscher Synchronsprecher und Schauspieler.

## Leben und Karriere
Benjamin Weygand ist der Sohn von Christian Weygand und Natascha Geisler.
Durch seine Synchronisation von Die Abenteuer von Mr. Peabody & Sherman konnte Benjamin Weygand die Synchronsprecherrolle von Joshua Bassett erhalten, der den Ricky Bowen in High School Musical: Das Musical: Die Serie spielt.
Weygand lebt in München.

## Filmografie
- 2020: Schlossallee, Kurzfilm, Regie: Louisa Brockmann, Hauptrolle
- 2020: Bibi und Tina: Die Serie, Fernsehserie, Regie: Detlev Buck, Hauptrolle
- 2020: In aller Freundschaft – Die jungen Ärzte: „Schweren Herzens“, Fernsehserie, Regie: André Siebert, Episodenhauptrolle
- 2021: Der Bergdoktor: „Aus Mut gemacht“, Fernsehserie, Regie: Axel Barth
- 2021: Rosamunde Pilcher: „Herzensläufe“, Fernsehreihe, Regie: Marc Prill
- 2021: Notruf Hafenkante: „Gefährliches Spiel“, Fernsehserie, Regie: Verena S. Freytag, Episodenhauptrolle
- 2021: Frühling: Weihnachtsgrüße aus dem Himmel, Fernsehreihe, Regie: Dirk Pientka, Episodenhauptrolle
- 2022: Bibi & Tina – Einfach anders[1], Kinofilm, Regie: Detlev Buck
- 2022: Watzmann ermittelt – Sonnwend, Fernsehserie, Regie: Tanja Roitzheim, Episodenrolle